# イラン北西部地震
イラン北西部地震(イランほくせいぶじしん、ペルシア語: زمین‌لرزه‌های آذربایجان شرقی (۱۳۹۱))は、現地時間2012年8月11日16時53分、イラン第4の都市タブリーズ近郊で発生したマグニチュード6.4の地震である。
震央は東アーザルバーイジャーン州の州都タブリーズの東北東60kmの地点、震源の深さは9.9kmであった。約11分後には、10kmほど離れた場所でマグニチュード6.3の地震が発生した。余震は10回以上観測された。
死者300人以上、負傷者3000人以上に達し、110の村落が被害を受け、多数の史跡が損壊した。

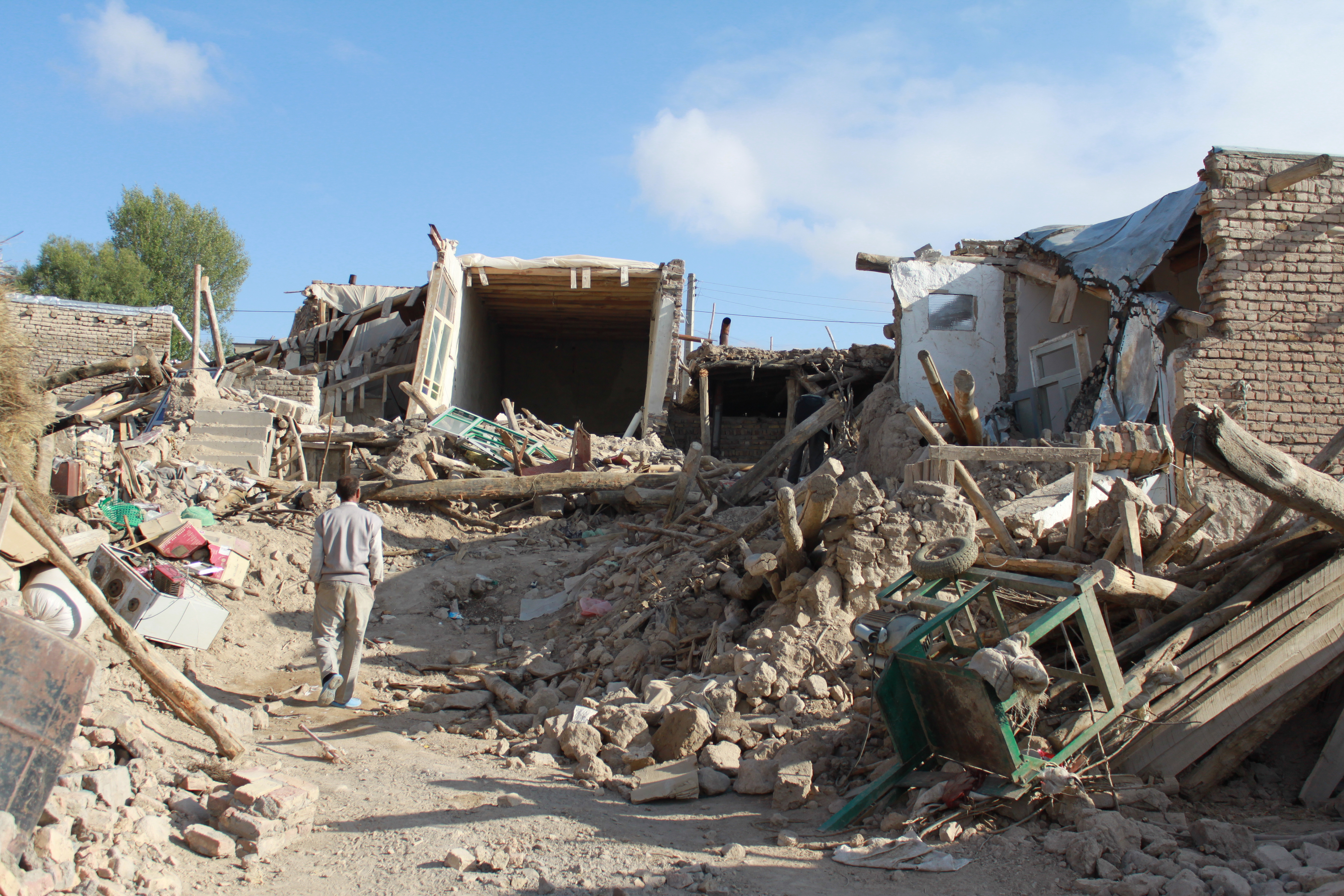
倒壊した家屋（1）2012年8月23日
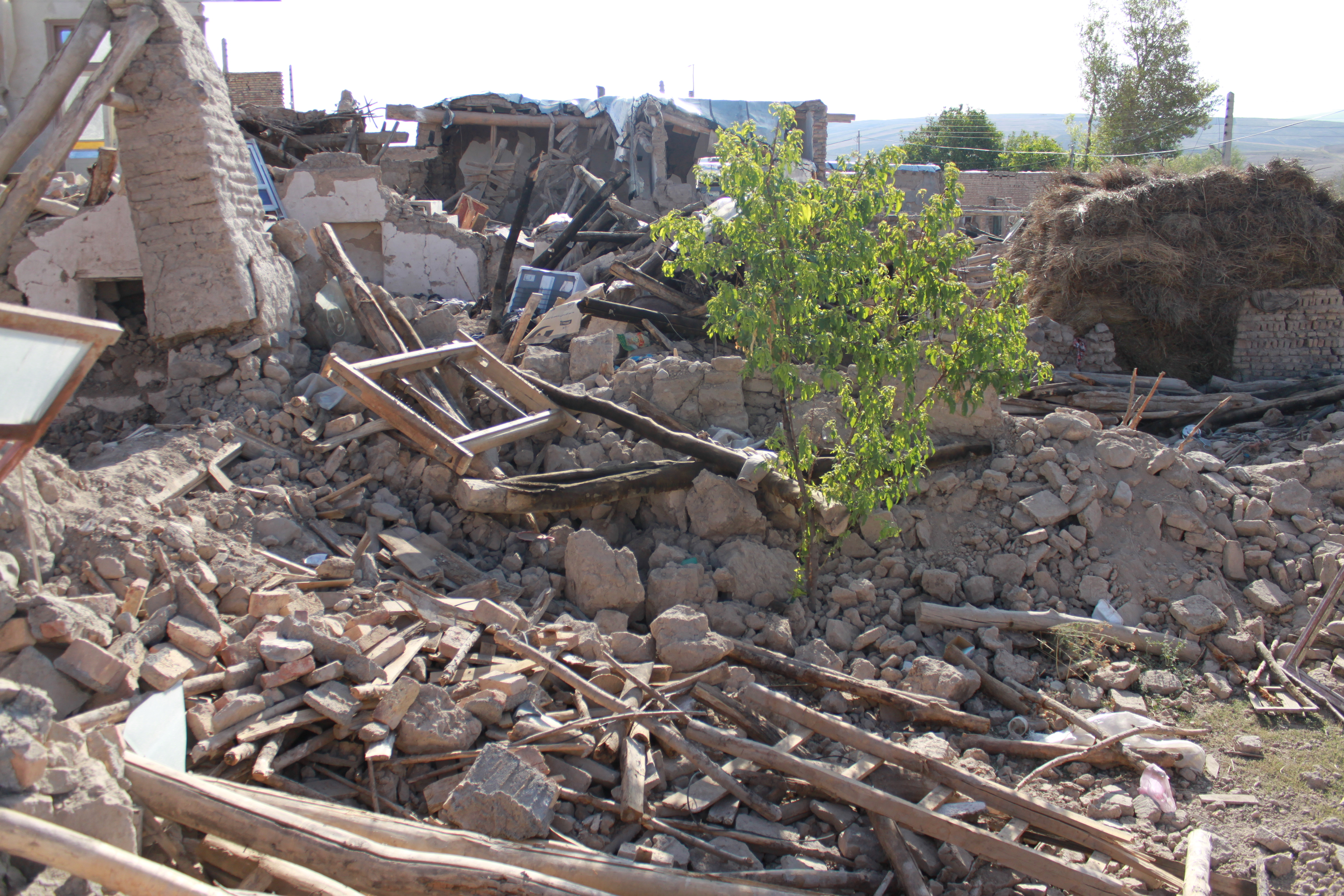
倒壊した家屋（2）2012年8月23日
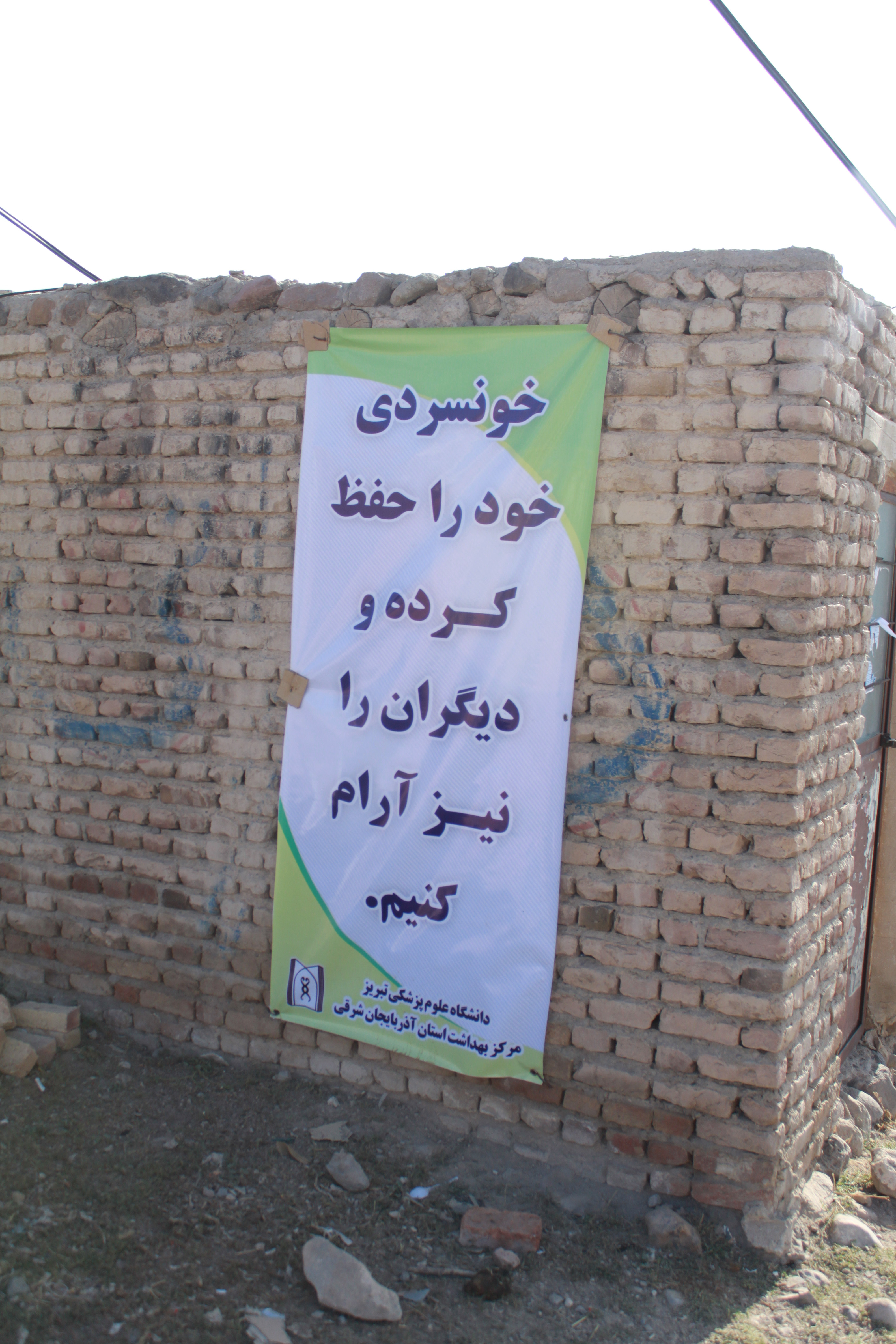
「静穏を保ってください」2012年8月23日
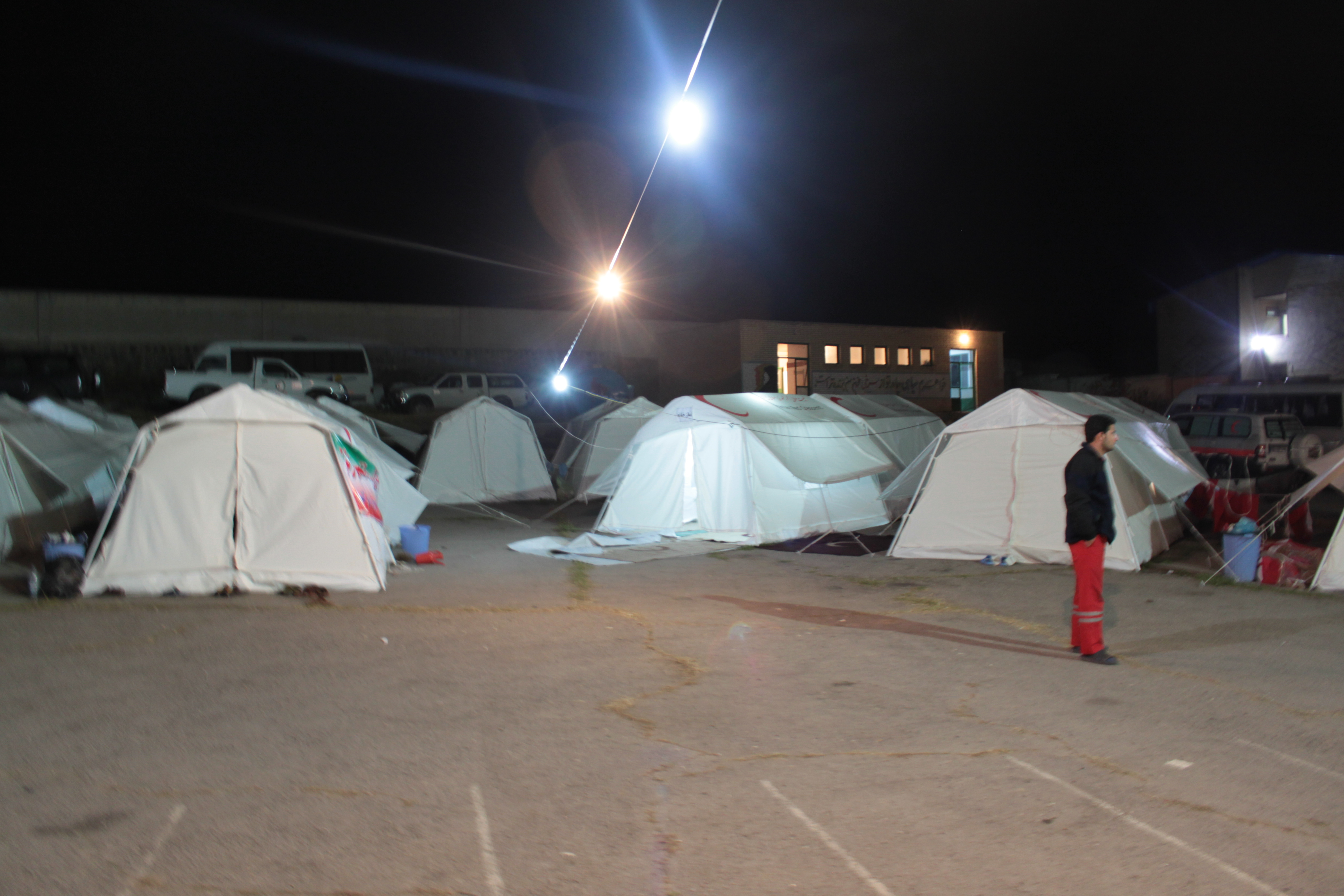
仮設住居、2012年8月23日